# Кавказская война в Абхазии
Кавказская война в Абхазии  — часть Кавказской войны, борьба российских войск против вольных абхазских обществ, а также борьба российских войск и незаконного правителя Абхазии Сефербея против Асланбея.

## История
В 1808 году был убит Келеш-бей Чачба, двое его сыновей начинают борьбу между собой: старший Аслан-бей и младший Сефер-бей. Первого поддерживала Османская империя и убыхи, а второго поддерживала Российская империя. Победителем стал Сефер-бей (Георгий Шервашидзе), русские силы удачно штурмуют Сухум-кале и убивают до 300 абхазов и турок, с 1810 года Сухум-кале стал резеденцией Георгия (Сефер-бея) и центром российских сил в Абхазии.
Выше упомянутое не нравиться абхазскому населению, абхазы поднимают восстание в 1824 году во главе с вернувшимся Аслан-беем из 12 тысяч человек.
Рядовому Михину было приказно сжечь абхазское село с отрядом в 225 штыков, что было выполнено и вызвало еще большее возмущение восставших.
Генерал Горчаков получил подкрепление из мегрельских ополченцев (1300 чел.) и русских (2000 чел.) после чего подавил восстание Асланбея.
В 1830 году генерал Гессе высадился на берегу Абхазии, но из-за восставших 5-тысяч абхазов в Мюссерах и убыхов с садзами штурмующих Гагру решил отступить.
К 1830-м годам абжуйцы, и часть бзыпских абхазов были покарены, в то же время  прибержные садзы и мырзаканцы, а также горные псху, ахчипсуа, цабальцы - оставались независимыми племенами и продолжают бороться, большая из них часть формально исповедует Ислам и близка к убыхам и адыгам.
В 1837 году под руководством борона Розена была устроена экспедиция в Дал-Цабал, она была осуждена российским командованиям за свою "мягкость'.
В 1840 году в Дал-Цабал была снова устроена экспедиция во главе с Муравьевым, местные князья Маршьан бунтовали (по этому поводу даже Кац Маан собрал отряд из 12000 абжуйцев), а в Кодоре восстал Исмаил Аджапуа, восстание якобы "подстрекалось" и "провацировалось" убыхами.
Урочище Дал было предано огню, об этом узнал десант убыхов находившихся на реке Бзыпь, силы убыхов и садзов, а также вероятно ахчипсоу в 1841 обрушились на село Отхара, а затем на Гагру.
В 1843 году при поддержке 2.000 отряда ополченцев владетеля была устроена безуспешная экспедиция на Псху.
В 1857 году снова убыхи и садзы отчаянно штурмуют Гагру.
В 1859 году на Псху снова была устроена экспедиция.
К 1864 году западные абхазские общества Ахчипсоу и Садзен были покорены.

## Борьба в Мырзакане
В 1805 владетель области Мырзакан (также ошибочно известная как Самурзакань) откололся от владетеля Абхазии и стал искать дружбу с мегрелами, так при эгиде мегрельских князей Мырзакан ушел в подданство России к тому же году.
Мырзаканцы восстовали против новой власти не желая ее видеть.
Примерно к 1813-1814 годам этот самый владетель Мырзакана были убит.